# Hermespace
Hermespace és un consorci industrial europeu creat l'any 1990 amb l'objectiu de fabricar l'avió espacial europeu Hermes. Les quatre principals empreses que participaven de la creació de l'avió espacial van anunciar el novembre del 1990 la creació d'una empresa de direcció conjunta per al desenvolupament i producció de la nau.
El consorci el formaven:
- 51,6%: Hermespace France (França), format per dues empreses franceses:
  - Aérospatiale, amb el 51% de la participació
  - Dassault, amb el 49% restant
- 33,4%: DASA (Alemanya)
- 15,0%: Aeritalia (Itàlia)

L'empresa la conformaven 150 persones i estava situada a Tolosa de Llenguadoc (França).